# Apamea aurora
Apamea aurora là một loài bướm đêm trong họ Noctuidae.